# Мірдза Мартінсоне
Мірдза Мартінсоне (латис. Mirdza Martinsone; нар. 16 серпня 1951, Рига) — радянська і латвійська акторка театру і кіно.

## Біографія
Народилася 16 серпня 1951 року в Ризі, Латвія.
Закінчила театральний факультет Латвійської консерваторії імені Язепа Вітола (1974). З 1974 року — акторка Ризького художнього академічного театру драми імені Яна Райніса (з 1995 року — театр «Дайлес»).
Величезну популярність актрисі принесла головна роль Джіні Гордон в телевізійному фільмі «Міраж» (1983, режисер Алоїз Бренч) за романом Джеймса Гедлі Чейза.

## Фільмографія
- 1970 — Стріляй замість мене — епізод
- 1970 — Клав — син Мартіна — Міра
- 1974 — Напад на таємну поліцію — Аустра
- 1975 — Стріли Робін Гуда — Леді Анна
- 1976 — Смерть під вітрилом — Тоні Гілмор
- 1976 — Ці небезпечні двері на балкон — Едіта
- 1977 — Будьте моєю тещею! — Інга
- 1977 — Чоловік у розквіті років — Велта
- 1979 — Незавершена вечеря — Сара Муберг
- 1979 — Чекайте «Джона Графтона» — Олена Павлівна
- 1980 — Іспанський варіант — Мері Пейдж
- 1982 — Забуті речі — фірмачка
- 1982 — Червоні дзвони — Бессі Бітті
- 1982 — Особисте життя Діда Мороза — дружина Роберта
- 1983 — Міраж — Джіні Гордон (головна роль; озвучила Ірина Губанова)
- 1983 — Погода на серпень — Регіна, мати Ілмарі
- 1983 — Політ через Атлантичний океан — француженка
- 1983 — Багач, бідняк — Кейт
- 1984 — Коли здають гальма — Лігіта
- 1984 — Потрібна солістка — Хелга
- 1985 — Малинове вино — Діна
- 1985 — Хлопчик-мізинчик — Мати Леса
- 1985 — Ми звинувачуємо — Барбара
- 1985 — Таємна прогулянка — Нійоле, розвідниця, литовка (головна роль)
- 1986 — Усі проти одного — Лоретта Хартер
- 1986 — Полювання на дракона — Іветта
- 1987 — Загін спеціального призначення — Лідія Лісовська
- 1987 — Фотографія з жінкою і диким кабаном — Юдіта
- 1987 — Збіг обставин — акторка
- 1989 — Сім'я Зітарів — Анна
- 1989 — Тапер — Мара
- 1991 — У петлі — Спулга Нарковська
- 1991 — Павук (Zirneklis) — мати Вітаса
- 1993 — Синдром одержимості — Маргарита
- 1997 — Жорна долі — Намеда
- 2000 — Містерія старої управи — прихильниця Маестро
- 2000 — Душка Моніка — Моніка
- 2001 — Дама в автомобілі в окулярах і з рушницею
- 2012 — Єдиний мій гріх — Лаура, господиня галереї
- 2013 — Тітоньки — викладач
- 2014 — Мами 3
- 2017 — Син — доглядальниця